# Adam's Apple (Wayne Shorter)
Adam's Apple è un album del sassofonista jazz Wayne Shorter, registrato il 2 e il 24 febbraio del 1966.
Tutti i brani sono stati composti da Wayne Shorter tranne dove indicato diversamente.

## Tracce
1. Adam's Apple - 06:47
2. 502 blues (drinkin' and drivin') – 06:32 (Jimmy Rowles)
3. El gaucho - 06:28
4. Footprints – 07:27
5. Teru - 06:10
6. Chief crazy horse - 07.32
7. The collector – 06:54  (Herbie Hancock)

## Formazione
- Wayne Shorter – sassofono tenore
- Herbie Hancock – pianoforte
- Reggie Workman – contrabbasso
- Joe Chambers – batteria

## Personale tecnico
- Francis Wolff – Foto copertina
- Reid Miles – Design copertina
- Don Heckman – Note di copertina dell'LP originale
- Bob Blumenthal – Note di copertina aggiunte nell'edizione in CD
- Michael Cuscuna – Produttore nell'edizione in CD